# Independencia (província)
Independencia é uma província da República Dominicana. Sua capital é a cidade de Jimaní.